# Avatares en el Majabhárata
Esta página contiene una lista de personajes del Majabhárata (texto épico-religioso indio del siglo III a. C.) y los dévatas o deidades originales de quienes estos son avatares.
| personaje    | avatar de                                                                                                 |
| ------------ | --- |
| Abimaniu     | Varchas                                                                                                   |
| Aryuna       | Nara (de Nara-Naráiana) e Indra                                                                           |
| Asuatama     | Rudra |
| Balarama     | Shesha |
| Bhárata      | Kama |
| Bhima        | Vaiu |
| Bhisma       | Diaus |
| Draupadi     | Sachi |
| Dristadiumna | Agni |
| Dritarastra  | Mitra |
| Drona        | Brijaspati                                                                                                |
| Duriódan     | Kali |
| Durvasa      | Shiva |
| Iudistira    | Iama |
| Kamsa        | Kalanemi                                                                                                  |
| Karna        | Suria |
| Krisna       | Visnu |
| Nakula       | Asuini Kumaras (su hermano Sajadeva es una encarnación de Asuini Kumar y de Shukra).                      |
| Pandu        | Varuna |
| Rukmini      | Laksmi |
| Sajadeva     | Sukracharia y uno de los dos Asuini Kumaras (su hermano Nakula es una encarnación del otro Asuini Kumar). |
| Shantanu     | Varuna |
| Pradiumna    | Sanat Kumara                                                                                              |
| Viasa        | Visnu |
| Vidura       | Dharma |
| Yarasanda    | Viprachiti                                                                                                |